# Ла-Комб-де-Лансе
Ла-Комб-де-Лансе (фр. La Combe-de-Lancey) — коммуна во Франции, находится в регионе Рона — Альпы. Департамент коммуны — Изер. Входит в состав кантона Муаян Грезиводан. Округ коммуны — Гренобль.
Код INSEE коммуны — 38120. Население коммуны на 2012 год составляло 702 человека. Населённый пункт находится на высоте от 316 до 2 813 метров над уровнем моря. Муниципалитет расположен на расстоянии около 490 км юго-восточнее Парижа, 105 км юго-восточнее Лиона, 15 км восточнее Гренобля. Мэр коммуны — Режина Вийарино, мандат действует на протяжении 2015—2020 гг.
Динамика населения (INSEE):